# UCI World Tour 2024
UCI World Tour 2024 er den 16. udgave af UCI World Tour. Den indeholder 35 endags- og etapeløb i Europa, Australien, Forenede Arabiske Emirater, Canada og Kina. Det er den højeste kategori af løb, efterfulgt af UCI ProSeries 2024 og UCI Europe Tour 2024.

## Hold
| UCI WorldTeams (18)- Alpecin-Deceuninck - Arkéa-B&B Hotels - Astana Qazaqstan Team - Bahrain Victorious - Bora-Hansgrohe - Cofidis - Decathlon-AG2R La Mondiale - EF Education-EasyPost - Groupama-FDJ - Ineos Grenadiers - Intermarché-Wanty - Lidl-Trek - Movistar Team - Soudal Quick-Step - Team dsm-firmenich PostNL - Team Jayco AlUla - Team Visma \| Lease a Bike - UAE Team Emirates |
| |

## Danske sejre
| Danske sejre på UCI World Tour 2024 |                                   |        |           |                   |                            |
| #                                   | Løb                               | Klasse | Dato      | Rytter            | Hold                       |
| 1                                   | 5. etape af Tirreno-Adriatico     | 2.UWT  | 8. marts  | Jonas Vingegaard  | Team Visma \| Lease a Bike |
| 2                                   | 6. etape af Paris-Nice            | 2.UWT  | 8. marts  | Mattias Skjelmose | Lidl-Trek                  |
| 3                                   | 6. etape af Tirreno-Adriatico     | 2.UWT  | 9. marts  | Jonas Vingegaard  | Team Visma \| Lease a Bike |
| 4                                   | Tirreno-Adriatico                 | 2.UWT  | 10. marts | Jonas Vingegaard  | Team Visma \| Lease a Bike |
| 5                                   | Gent-Wevelgem                     | 1.UWT  | 24. marts | Mads Pedersen     | Lidl-Trek                  |
| 6                                   | 1. etape af Critérium du Dauphiné | 2.UWT  | 2. juni   | Mads Pedersen     | Lidl-Trek                  |
| 7                                   | 2. etape af Critérium du Dauphiné | 2.UWT  | 3. juni   | Magnus Cort       | Uno-X Mobility             |
| 8                                   | 11. etape af Tour de France       | 2.UWT  | 10. juli  | Jonas Vingegaard  | Team Visma \| Lease a Bike |

### Andre konkurrencer
| Andre konkurrencer vundet af danskere på UCI World Tour 2024 |                                       |              |                   |                            |
| #                                                            | Løb                                   | Dato         | Rytter            | Hold                       |
| 1                                                            | Bjergkonkurrencen i Tirreno-Adriatico | 10. marts    | Jonas Vingegaard  | Team Visma \| Lease a Bike |
| 2                                                            | Ungdomskonkurrencen i Vuelta a España | 8. september | Mattias Skjelmose | Lidl-Trek                  |

## Danske ryttere
I 2024 er der samme antal danske ryttere på World Touren. 18 danskere er fordelt på 13 WorldTeams. I forhold til seneste sæson forlod Asbjørn Hellemose (Trek-Segafredo), Frederik Rodenberg (Team DSM) og Julius Johansen (Intermarché-Circus-Wanty) deres hold på grund af de ikke fik deres kontrakter forlænget, mens Magnus Cort (EF Education-EasyPost) af egen vilje skiftede til det norske ProTeam Uno-X Mobility. Anthon Charmig, Theodor Storm, Michael Valgren og Anders Foldager var nye på World Touren.
| Hold                  | Rytter                | Hold                       | Rytter                  |
| --------------------- | --------------------- | -------------------------- | ----------------------- |
| Alpecin-Deceuninck    | Søren Kragh Andersen  | Lidl-Trek                  | Mads Pedersen           |
| Astana Qazaqstan Team | Michael Mørkøv        | Lidl-Trek                  | Mattias Skjelmose       |
| Astana Qazaqstan Team | Anthon Charmig        | Soudal Quick-Step          | Kasper Asgreen          |
| Bahrain Victorious    | Johan Price-Pejtersen | Soudal Quick-Step          | Casper Pedersen         |
| Bora-Hansgrohe        | Frederik Wandahl      | Team DSM-Firmenich PostNL  | Tobias Lund Andresen    |
| EF Education-EasyPost | Mikkel Honoré         | Team Jayco AlUla           | Christopher Juul-Jensen |
| EF Education-EasyPost | Michael Valgren       | Team Jayco AlUla           | Anders Foldager         |
| Ineos Grenadiers      | Theodor Storm         | Team Visma \| Lease a Bike | Jonas Vingegaard        |
| Movistar Team         | Mathias Norsgaard     | UAE Team Emirates          | Mikkel Bjerg            |

## Løb
Kalenderen for 2024 blev offentliggjort i efteråret 2023.
De 18 WorldTeams er med få undtagelser forpligtiget til at deltage i alle løb på World Touren. Derudover er to, Lotto Dstny og Israel-Premier Tech, af de 17 ProTeams inviteret med til samtlige løb, mens Uno-X Mobility er inviteret med til alle éndagsløbs på kalenderen. Dette er på grund af at de tre hold endte som de tre øverste ProTeams på UCI World Ranking 2023. De enkelte løbsarrangører kan desuden give wildcards, typisk 2-4 stk., til de øvrige ProTeams.
| Løb                               | Dato                      | Vinder               | Andenplads           | Tredjeplads          |
| --------------------------------- | ------------------------- | -------------------- | -------------------- | -------------------- |
| Tour Down Under                   | 16.–21. januar            | Stephen Williams     | Jhonatan Narváez     | Isaac Del Toro       |
| Cadel Evans Great Ocean Road Race | 28. januar                | Laurence Pithie      | Natnael Tesfatsion   | Georg Zimmermann     |
| UAE Tour                          | 19.–25. februar           | Lennert Van Eetvelt  | Ben O'Connor         | Pello Bilbao         |
| Omloop Het Nieuwsblad             | 24. februar               | Jan Tratnik          | Nils Politt          | Wout van Aert        |
| Strade Bianche                    | 2. marts                  | Tadej Pogačar        | Toms Skujiņš         | Maxim Van Gils       |
| Paris-Nice                        | 3.–10. marts              | Matteo Jorgenson     | Remco Evenepoel      | Brandon McNulty      |
| Tirreno-Adriatico                 | 4.–10. marts              | Jonas Vingegaard     | Juan Ayuso           | Jai Hindley          |
| Milano-Sanremo                    | 16. marts                 | Jasper Philipsen     | Michael Matthews     | Tadej Pogačar        |
| Catalonien Rundt                  | 18.–24. marts             | Tadej Pogačar        | Mikel Landa          | Egan Bernal          |
| Classic Brugge-De Panne           | 20. marts                 | Jasper Philipsen     | Tim Merlier          | Danny van Poppel     |
| E3 Saxo Classic                   | 22. marts                 | Mathieu van der Poel | Jasper Stuyven       | Wout van Aert        |
| Gent-Wevelgem                     | 24. marts                 | Mads Pedersen        | Mathieu van der Poel | Jordi Meeus          |
| Dwars door Vlaanderen             | 27. marts                 | Matteo Jorgenson     | Jonas Abrahamsen     | Stefan Küng          |
| Flandern Rundt                    | 31. marts                 | Mathieu van der Poel | Luca Mozzato         | Nils Politt          |
| Baskerlandet Rundt                | 1.–6. april               | Juan Ayuso           | Carlos Rodríguez     | Mattias Skjelmose    |
| Paris-Roubaix                     | 7. april                  | Mathieu van der Poel | Jasper Philipsen     | Mads Pedersen        |
| Amstel Gold Race                  | 14. april                 | Tom Pidcock          | Marc Hirschi         | Tiesj Benoot         |
| La Flèche Wallonne                | 17. april                 | Stephen Williams     | Kévin Vauquelin      | Maxim Van Gils       |
| Liège-Bastogne-Liège              | 21. april                 | Tadej Pogačar        | Romain Bardet        | Mathieu van der Poel |
| Romandiet Rundt                   | 23.–28. april             | Carlos Rodríguez     | Aleksandr Vlasov     | Florian Lipowitz     |
| Eschborn-Frankfurt                | 1. maj                    | Maxim Van Gils       | Alex Aranburu        | Riley Sheehan        |
| Giro d'Italia                     | 4.–26. maj                | Tadej Pogačar        | Daniel Martínez      | Geraint Thomas       |
| Critérium du Dauphiné             | 2.–9. juni                | Primož Roglič        | Matteo Jorgenson     | Derek Gee            |
| Tour de Suisse                    | 9.–16. juni               | Adam Yates           | João Almeida         | Mattias Skjelmose    |
| Tour de France                    | 29. juni–21. juli         | Tadej Pogačar        | Jonas Vingegaard     | Remco Evenepoel      |
| Clásica de San Sebastián          | 10. august                | Marc Hirschi         | Julian Alaphilippe   | Lennert Van Eetvelt  |
| Polen Rundt                       | 12.– 18. august           | Jonas Vingegaard     | Diego Ulissi         | Wilco Kelderman      |
| Vuelta a España                   | 17. august – 8. september | Primož Roglič        | Ben O'Connor         | Enric Mas            |
| Bretagne Classic Ouest–France     | 25. august                | Marc Hirschi         | Paul Magnier         | Magnus Cort          |
| / Renewi Tour                     | 28. august–1. september   | Tim Wellens          | Alec Segaert         | Per Strand Hagenes   |
| BEMER Cyclassics                  | 8. september              | Olav Kooij           | Jonathan Milan       | Biniam Girmay        |
| Grand Prix Cycliste de Québec     | 13. september             | Michael Matthews     | Biniam Girmay        | Rudy Molard          |
| Grand Prix Cycliste de Montréal   | 15. september             | Tadej Pogačar        | Pello Bilbao         | Julian Alaphilippe   |
| Lombardiet Rundt                  | 12. oktober               |                      |                      |                      |
| Tour of Guangxi                   | 15.–20. oktober           |                      |                      |                      |